# Gmina miejska Mladenovac
Gmina miejska Mladenovac (serb. Gradska opština Mladenovac / Градска општина Младеновац) – gmina miejska w Serbii, w mieście Belgrad. W 2018 roku liczyła 51 889 mieszkańców.